# Bauernmaiß
Der Bauernmaiß ist ein 630 m ü. A. hoher Berg im Rosaliengebirge im Burgenland. Er liegt östlich der Lanzenkirchener Katastralgemeinde Ofenbach und westlich von Wiesen. Nur etwa 200 Meter westlich des Gipfels verläuft die Grenze zu Niederösterreich, an der entlang ein Wanderweg verläuft. Nachbarberge sind der Krieriegel (682 m) im Süden, der Bergkogel (621 m) im Norden und der Kogel (537 m) im Osten.